# Médiouna
Médiouna är en stad i Marocko och är administrativ huvudort för provinsen Médiouna som är en del av regionen Casablanca-Settat. Folkmängden uppgick till 22 442 invånare vid folkräkningen 2014.